# Otis G. Pike
Otis Grey Pike (ur. 31 sierpnia 1921 w Riverhead w stanie Nowy Jork, zm. 20 stycznia 2014 w Vero Beach) – amerykański polityk.
W latach 1942–1946 służył w korpusie marines. W trakcie II wojny światowej był pięciokrotnie odznaczony. W 1946 uzyskał dyplom Princeton, zaś w 1948 Columbia Law School. Pracował jako prawnik, a w latach 1954-1960 sprawował urząd sędziego pokoju. Był nim do czasu, aż w 1960 został wybrany do Kongresu. W następstwie artykułu opublikowanego przez Seymoura Hersha w grudniu 1974 w "New York Times", w którym ujawniono wewnętrzne szpiegostwo CIA, Kongres zdecydował się na rozpoczęcie dochodzenia nt. całej działalności wywiadu i powołał Komisję Specjalną, której przewodnictwo powierzył w 1975 Otisowi G. Pike'owi. Ujawnienie raportu komisji zostało zablokowane, lecz tekst ukazał się w "The Village Voice", wywołując sensację i protesty. W 1978 Pike zrezygnował z funkcji w Kongresie, poświęcając się dziennikarstwu oraz wędkarstwu, które było jego hobby. Mając 80 lat, wyprowadził się do Vero Beach na Florydzie.